# Meolo (fiume)
Il Meolo, anticamente chiamato Pero, è un fiume di risorgiva del Veneto.
Nasce ad est di Breda di Piave, in località Campagne, e scorre per una ventina di chilometri nelle provincie di Treviso e Venezia, attraversando, tra gli altri, San Biagio di Callalta e Monastier di Treviso. 
In corrispondenza dell'abitato omonimo il fiume si biforca: il nuovo asse principale, mantenendo il nome di fiume Meolo, si dirige a sud e sfocia poco dopo nel Vallio; il corso storico, detto colatore Meolo, si muove verso sudest e le sue acque sfociano in parte nel canale di bonifica Colatore Principale e in parte, per mezzo di un manufatto che scavalca il precedente corso d'acqua, nel canale Fossetta. Questa situazione è il risultato delle bonifiche che hanno interessato il Basso Piave ed è stata ultimata negli anni trenta.
Lungo il suo corso sorgono residenze di campagna costruite da famiglie veneziane tra il XV ed il XIX secolo nonché l'ex Abbazia di Santa Maria di Pero.

## Area protetta
Tra le province di Treviso e Venezia, 93 km del corso dei fiumi Meolo e Vallio sono interessati da un sito di interesse comunitario.